# Stripping (angiologia)
Stripping, striping, wyłuszczenie – chirurgiczne wycięcie podskórnie leżącej, poszerzonej żylakowato żyły, w jej osi podłużnej.